# Sala y Gómez
Sala y Gómez – niezamieszkana wyspa na Oceanie Spokojnym, należąca do Chile (administracyjnie należy do regionu Valparaíso). Jest to najdalej na wschód wysunięta wyspa Polinezji i całej Oceanii. Ze względu na fakt, że wysepka ta nie jest zamieszkana, większość geografów i etnografów uważa, że tytuł ten należy się leżącej najbliżej, a zamieszkanej wyspie Wielkanocnej. Nazwa wyspy pochodzi od nazwisk dwóch pierwszych odkrywców wyspy Salasa i Gómeza.

## Geografia

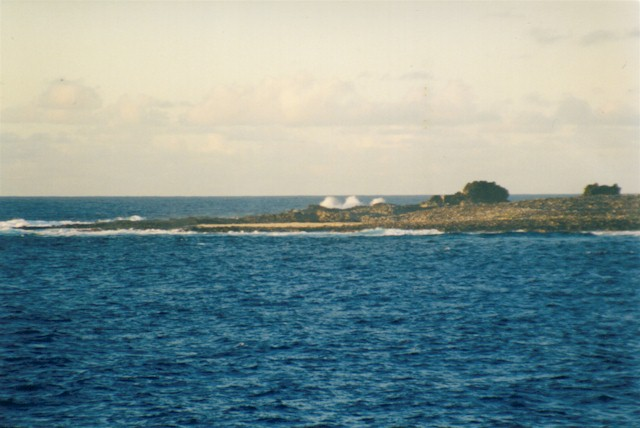
Wyspa Sala y Gómez

Współrzędne geograficzne wyspy Sala y Gómez to 26°28'S 105°28'W, 3210 km na zachód od kontynentalnego Chile, 2490 km na zachód od wysp Desventuradas, 390 km na wsch.-pn.-wsch. od Wyspy Wielkanocnej, najbliższego skrawka lądu. Sala y Gómez składa się z dwóch skał, mniejsza ma powierzchnię 4 ha (270 × 200 metrów), natomiast większa 11 ha (500 × 270 m), połączonych wąskim przesmykiem w ich północnej części, o średniej szerokości 30 metrów. Łączna powierzchnia to 15 ha (0,15 km²). Wyspa ma wybrzeże klifowe, o wysokości dochodzącej do 10 m, najwyższy punkt położony jest na większej, wschodniej części (30 m n.p.m.), najwyższy punkt zachodniej części mierzy 26 m n.p.m. 

## Historia
Za odkrywcę wyspy uważa się hiszpańskiego żeglarza José Salas Valdésa, który jako pierwszy Europejczyk dostrzegł ją 23 sierpnia 1793 roku. Pierwszego  lądowania na wyspie  w roku 1805 dokonał kolejny hiszpański żeglarz José Manuel Gómez. Wyspy zostały zaanektowane przez Chile w roku 1808. Zarząd nad wyspą powierzono marynarce wojennej Chile w 1888 roku.
Do roku 1917 na wyspie lądowano tylko kilkakrotnie, w latach: 1806, 1817, 1825, 1875, i 1917. Chilijska marynarka wojenna w 1994 r. zainstalowała na wyspie automatyczne urządzenia systemu wczesnego ostrzegania przed falami tsunami.
W październiku 2010 prezydent Sebastián Piñera ogłosił utworzenie wokół wyspy morskiego obszaru chronionego Parque Marino Motu Motiro Hiva, obejmującego łączną powierzchnię 150.000 km².